# Offensiva sovietica verso ovest (1918-1919)
L'offensiva sovietica verso ovest del 1918-1919 faceva parte della campagna della Repubblica Socialista Federativa Sovietica Russa nelle aree abbandonate dalle guarnigioni dell'Ober Ost che erano state ritirate in Germania in seguito alla sua sconfitta nella prima guerra mondiale. L'offensiva inizialmente riuscita contro la Repubblica di Estonia innescò la guerra d'indipendenza estone, che si concluse con il riconoscimento sovietico dell'Estonia. La guerra contro le Repubbliche di Lettonia e di Lituania ebbe più successo per i sovietici e portò alla costituzione della Repubblica Socialista Sovietica Lettone e della Repubblica Socialista Sovietica Lituana. In Bielorussia, venne conquistata la Repubblica Popolare Bielorussa e proclamata la Repubblica Socialista Sovietica Bielorussa.
La campagna alla fine si impantanò e portò all'offensiva estone di Pskov, alle offensive di Pietrogrado dei Bianchi, alla guerra lituano-sovietica, alla guerra d'indipendenza lettone, alla continuazione della guerra sovietico-ucraina e all'inizio della guerra sovietico-polacca.

## Gli obiettivi di guerra sovietici
La neonata Armata Rossa stava crescendo di personale e Vladimir Lenin poteva raccogliere forze sufficienti per sostituire le forze di teatro occidentali in ritirata ("Западная завеса") con solide forze armate e riprendere il controllo delle terre perse dalla Russia nel 1917 semplicemente seguendo la ritirata dell'esercito tedesco. Dopo aver ricevuto la notizia della rivoluzione tedesca, il 13 novembre 1918, il governo sovietico annullò il trattato di Brest-Litovsk e ordinò all'Armata Rossa di muoversi in direzione di Bielorussia, Ucraina e Stati baltici al fine di stabilirvi governi sovietici. L'Armata occidentale appena formata (il 16 novembre) si mosse nella notte del 17 novembre 1918, nel vuoto operativo creato dalla ritirata dell'Esercito imperiale tedesco. Questa mossa, nella direzione generale di Bielorussia, Ucraina e Polonia (parti di quest'ultima all'interno della Russia imperiale erano indicate come "Privisljanskij kraj"), secondo N. Davies, aveva il nome in codice di "obiettivo Vistola".
L'offensiva nella direzione del fiume Vistola da parte della neo-formata Armata occidentale aveva lo scopo di stabilire simili governi sovietici in Bielorussia, Ucraina e Polonia e condurre il più a ovest possibile per unirsi alla rivoluzione tedesca ed innescare la rivoluzione mondiale.

## Antefatti
Dopo aver firmato il trattato di Brest-Litovsk, la Russia bolscevica perse l'Europa e le terre che aveva annesso nel XVIII e XIX secolo. La maggior parte delle odierne Polonia, Bielorussia, Ucraina e Stati baltici vennero concessi al governo della Germania, che a sua volta decise di concedere a questi stati l'indipendenza limitata come stati fantoccio. Tuttavia, la sconfitta tedesca sul fronte occidentale e la dissoluzione interna dell'Austria-Ungheria resero obsoleti i piani per la creazione della Mitteleuropa.
A novembre e dicembre, l'esercito tedesco iniziò una ritirata verso ovest. Ufficiali demoralizzati e soldati ribelli abbandonarono en masse le loro guarnigioni e tornarono a casa. Le aree abbandonate dagli Imperi Centrali divennero campo di conflitto tra governi fantoccio locali creati dalla Germania come parte dei suoi piani, governi locali nazionalisti sorti dopo il ritiro delle forze tedesche, Polonia e bolscevichi che volevano incorporare queste aree nella Russia sovietica. Vennero formati i governi bielorusso, estone, lettone, lituano, ucraino e persino cosacco. Le lotte di potere interne impedirono a qualsiasi governo in Bielorussia di ottenere un potere duraturo. In Ucraina la situazione era ancora più complessa, con un conflitto in corso tra gli anarchici di Nestor Makhno, i comunisti, il Movimento Bianco, vari governi dell'Ucraina e il rinato esercito polacco. L'intera regione abbandonata dalle forze tedesche divenne un gigantesco teatro tutti contro tutti, dove dozzine di fazioni si contendevano il potere.
I bolscevichi stavano anche attuando una nuova strategia, la "rivoluzione dall'estero" (Revolutsiya izvne – letteralmente, "rivoluzione dall'esterno"), basata sul presupposto che le masse rivoluzionarie desideravano la rivoluzione ma non erano in grado di realizzarla senza aiuto da parte dei bolscevichi più organizzati e avanzati. Quindi, come osservò Lev Trockij, la rivoluzione avrebbe dovuto essere "portata sulle baionette" (dell'Armata Rossa), poiché "attraverso Kiev conduce alla via diritta per l'unione con la rivoluzione austro-ungarica, proprio come attraverso Pskov e Vilnius passa la via per unirsi alla rivoluzione tedesca. Offensiva su tutti i fronti! Offensiva sul fronte ovest, offensiva sul fronte sud, offensiva su tutti i fronti rivoluzionari!". Il concetto venne sviluppato nel 1918 ma pubblicato ufficialmente con quel nome per la prima volta nel 1920 (Wojennaja Mysl i Riewolucija, 3/1920, Michail Tuchačevskij).

## Le offensive

### La direzione estone
I distaccamenti di Gdov e di Yamburg della 7ª Armata Rossa attaccarono l'Infanterie-Regiment Nr. 405 tedesco che difendeva la città di Narva il 22 novembre 1918. La 6ª Divisione Rossa conquistò il nodo ferroviario di Tapa dal 4º e 5º Reggimento estone appena formati alla vigilia di Natale e avanzò a 34 chilometri (21 mi) dalla capitale Tallinn. Il 29 novembre a Narva, i bolscevichi estoni guidati da Jaan Anvelt proclamarono la Comunità dei lavoratori estoni (ETK). Nell'Estonia meridionale, il 49º Reggimento fucilieri lettoni prese il nodo ferroviario di Valga il 17 dicembre e la città di Tartu il 24 dicembre. L'esercito estone fermò l'avanzata della 7ª Armata Rossa lungo l'intero fronte dal 2 al 5 gennaio. Due giorni dopo le forze estoni iniziarono la controffensiva per espellere le forze sovietiche dall'Estonia. Una brigata marina di volontari finlandesi sbarcò nella retroguardia della 6ª Divisione rossa e la 1ª Divisione estone conquistò Narva il 18 gennaio.
Successivamente, il fronte nord-orientale si stabilizzò lungo il fiume Narva. Nell'Estonia meridionale, il commando estone battaglione partigiano Tartumaa cacciò i reggimenti di fucilieri lettoni da Valga il 31 gennaio. La 7ª Armata Rossa venne temporaneamente costretta a lasciare i confini dell'Estonia. Il 16 febbraio l'Armata Rossa iniziò una controffensiva per riconquistare l'Estonia. La neonata Armata Rossa estone ottenne le parrocchie di Setomaa, Vastseliina e Räpina entro il 15 marzo. La 2ª Divisione estone contrattaccò e riconquistò Petseri entro il 28 marzo. Un combattimento simile ebbe luogo tra l'esercito estone e il gruppo settentrionale dell'Armata Rossa lettone lungo il fronte Ainaži–Strenči–Alūksne stabilizzato nel nord della Lettonia. Nelle posizioni lungo il fiume Narva, la 1ª Divisione estone respinse gli attacchi della 7ª Armata Rossa.

### La direzione polacca
L'Armata Rossa entrò a Polack il 21 novembre, a Drissa e Rahačoŭ il 22 novembre, a Žlobin il 24 novembre, a Babrujsk il 28 Novembre, a Barysaŭ il 3 dicembre, a
Sluck l'8 dicembre e ad Igumen il 9 dicembre. Il 10 dicembre 1918, l'Armata Rossa entrò a Minsk quasi incontrastata, ponendo fine alla Repubblica Popolare Bielorussa di breve durata. Il 1º gennaio 1919, venne proclamata a Smolensk la Repubblica Socialista Sovietica Bielorussa (BSSR). L'8 gennaio il governo della BSSR si trasferì a Minsk. Allo stesso tempo, nella Bielorussia occidentale sorsero unità di autodifesa polacche e bielorusse. Mal equipaggiate e composte principalmente da reclute locali, erano determinate a difendere le loro case da quella che i giornali definivano una "minaccia rossa". Simili gruppi bolscevichi operavano nel settore e ne seguirono una serie di scaramucce. La lotta polacco-sovietica per Vilnius nella prima settimana del 1919 fu un segno delle cose a venire, poiché la milizia polacca venne costretta a ritirarsi dopo che le prime unità organizzate dell'esercito sovietico occidentale entrarono in città. In risposta, l'esercito polacco iniziò a inviare unità verso est per aiutare le unità di autodifesa, mentre i sovietici fecero lo stesso ma nella direzione opposta. Il conflitto aperto sembrava inevitabile.
Il 12 gennaio l'Alto Comando Sovietico dichiarò l'obiettivo della sua operazione "Obiettivo Vistola": esplorazioni profonde verso il fiume Neman. Il 12 febbraio quell'obiettivo venne aggiornato per includere il fiume Bug. Quel giorno Jukums Vācietis ordinò al nuovo Comando Occidentale di effettuare una "ricognizione approfondita" fino a Tilsit, Brėst, Kovel' e Rivne. Ordinò anche la messa in sicurezza dei principali nodi ferroviari, compresi quelli di Vilnius, Lida, Baranavičy e Luninec.
Tra gli obiettivi dei bolscevichi c'era quello di attraversare l'Europa centrale ed orientale e sostenere le rivoluzioni in Germania e in Austria-Ungheria. Le forze bolsceviche non prevedevano una seria opposizione in arrivo e vedevano gli stati di Polonia, Bielorussia e Lituania come mere effemeridi, incapaci di difendere i propri confini "temporanei". Tuttavia, è improbabile che i sovietici si aspettassero davvero di raggiungere la Vistola. Gli ordini militari erano pieni di propaganda. L'obiettivo principale dell'operazione era probabilmente quello di vedere quanto territorio potesse essere opportunisticamente conquistato nel caotico flusso governativo causato dagli effetti postbellici dell'Europa orientale del dopoguerra prima che sorgessero serie autorità governative indipendenti.
Infine, i primi scontri polacco-sovietici avvennero a metà febbraio, nell'area delle città di Bereza Kartuska e Mosty, dove entrambi gli eserciti si scontrarono in una serie di scaramucce. L'offensiva sovietica si interruppe alla fine di febbraio e divenne evidente che l'Armata Rossa non avrebbe sfondato le linee polacche con attacchi sconsiderati. Sia l'offensiva sovietica che il contrattacco polacco iniziarono contemporaneamente, il che portò a un numero crescente di truppe portate nell'area. Ad aprile i bolscevichi conquistarono Hrodna e Vilnius, ma vennero presto respinti dalla controffensiva polacca.

### La direzione rumena
All'inizio del 1918, la Bessarabia, un'ex provincia russa, si unì alla Romania dopo due mesi di indipendenza come Repubblica Democratica Moldava. I sovietici non accettarono l'unione e cercarono di riconquistare la regione con la forza. Tuttavia, tutto ciò equivaleva a diversi attacchi sporadici lungo il fiume Dnestr. I russi attaccarono anche per sostenere l'Ungheria comunista, che aveva la sua guerra con la Romania. Ciò non servì a nulla, poiché la regione venne difesa con successo dagli attacchi bolscevichi.

## Conseguenze
Gli eserciti estone e polacco si dimostrarono avversari molto più capaci di quanto l'Armata Rossa avesse ipotizzato. L'offensiva di Pskov del gruppo tattico estone Petseri distrusse l'Armata Rossa estone, conquistò Pskov ed espulse le forze sovietiche dal territorio tra l'Estonia e il fiume Velikaja il 25 maggio. La 7ª e la 15ª Armata Rossa iniziarono una controffensiva in Ingria e nel nord di Pskov nel luglio 1919, che riconquistò la maggior parte dei territori perduti delle regioni di Pietrogrado e Pskov. Con le armi fornite dalla Gran Bretagna e dalla Francia e il supporto operativo dell'esercito estone e della Royal Navy, l'Armata nordoccidentale dei Bianchi iniziò l'offensiva Spada Bianca il 28 settembre 1919 con l'obiettivo di catturare Pietrogrado. L'Armata nordoccidentale si avvicinò entro 16 chilometri (10 mi) dalla città, ma la 7ª Armata Rossa respinse le truppe russe bianche, respingendole in Estonia.
Sebbene gli ordini per l'operazione "Obiettivo Vistula" non fossero mai stati ritirati, i piani sovietici vennero presto resi obsoleti dalla crescente resistenza polacca e infine dalla controffensiva polacca di aprile. Incapace di raggiungere i propri obiettivi, l'Armata Rossa si ritirò dalle proprie posizioni e iniziò una riorganizzazione. Era iniziata la guerra polacco-sovietica.

## Storiografia
Un'analisi storica completa della campagna contro la Polonia è stata eseguita da Norman Davies nel suo libro White Eagle, Red Star (1972). Davies menzionò il nome in codice per questa offensiva: "Obiettivo Vistula"; tuttavia, esso non è comunemente usato nella storiografia.
Norman Davies nel suo libro afferma che "Obiettivo Vistula" ("Цель - Висла" o simile) era il nome in codice sovietico dell'offensiva. Questo termine, tuttavia, è per lo più assente nella storiografia sovietica e polacca del periodo. In quell'associazione, si può notare il titolo "Una spedizione oltre la Vistola" (Pochod za Vislu) delle memorie di Tuchačevskij sulla sua campagna polacca. Altre traduzioni dell'offensiva includono Operazione Vistola (dal polacco Operacja Wisła).